# His Thankless Job
Pour plus de détails, voir Fiche technique et Distribution.
His Thankless Job est un film américain réalisé par Reggie Morris, sorti en 1917.

## Fiche technique
- Titre original : His Thankless Job
- Réalisation : Reggie Morris
- Photographie : Perry Evenvold
- Production : Mack Sennett
- Société de production : Keystone
- Société de distribution : Keystone
- Pays d'origine :  États-Unis
- Langue originale : anglais
- Format : noir et blanc — 35 mm — 1,37:1 — Film muet
- Genre : Comédie
- Durée : 10 minutes (une bobine)
- Date de sortie :
  - États-Unis : 8 juillet 1917
- Licence : Domaine public

## Distribution
- Raymond Griffith : le chômeur
- Lloyd Bacon : le mari débordé
- Elinor Field : la femme